# Alan Partridge
Alan Partridge ist eine fiktive Figur des englischen Schauspielers Steve Coogan. Diese Figur stellt einen unsensiblen und meist überforderten Moderator dar. Durch seine erste Radiosendung „On the Hour“ 1991 wurde Alan Partridge so populär, dass Steve Coogan ihn mittlerweile in drei Fernsehserien, einem Kinofilm, mehreren Specials sowie in zahlreichen Auftritten für andere TV-Serien, Comedy-Shows und Festivals verkörpert hat.

## On The Hour
Die Figur des Alan Partridge tauchte zum ersten Mal 1991 im Radioprogramm der BBC auf: In der Comedy-Serie On The Hour, einer Parodie auf Nachrichtenmagazine, die von dem Komiker Chris Morris moderiert wurde, war Partridge als inkompetenter Sport-Reporter zu hören. Die Figur wurde rasch populär.

## Knowing Me, Knowing You ...
1992 erhielt die Figur ein eigenes Format: die fiktive Talk-Show Knowing Me, Knowing You … with Alan Partridge, die vor allem von Partridges Unfähigkeit handelte, eine solche Show ohne peinliche Zwischenfälle zu gestalten. Die Talkgäste wurden in jeder Sendung durch dieselben Schauspieler in wechselnden Kostümen dargestellt. Radio 4 produzierte außerdem eine Sendung, die unter dem Titel Knowing Knowing Me, Knowing You vorgab, die Arbeit hinter den Kulissen zu dokumentieren. Von 1994 an war Partridge auch im BBC-Fernsehen zu sehen, zunächst wieder als überforderter Sport-Reporter in der Comedy-Serie The Day Today (im Prinzip eine TV-Version von On The Hour), dann auch mit seiner eigenen Talk-Show.
In der Realität war Alan Partridges Fernsehsendung Knowing Me, Knowing You ein großer Erfolg, in der fiktiven Welt kämpfte sie jedoch mit einer rapide abfallenden Zuschauerzahl. Als der Moderator in der Weihnachtssendung Knowing Me, Knowing Yule einen (fiktiven) Programmdirektor der BBC verprügelt, ist klar, dass keine zweite Staffel der Talkshow gedreht werden wird. Partridge wird gefeuert.

## I’m Alan Partridge
Die zweite Fernsehserie I’m Alan Partridge, im Stil einer Doku-Soap gedreht, handelt von den Erlebnissen des Moderators nach dem Ende seiner Fernsehkarriere. In der ersten Staffel (1997) ist Alan zurück in seiner Heimatstadt Norwich, wo er bei Radio Norwich eine Sendung in der Nachtschiene moderiert. Er versucht nach wie vor die BBC davon zu überzeugen, mit ihm eine zweite Staffel seiner Talkshow zu produzieren, allerdings erfolglos.
In der zweiten Staffel (2002) hat sich Partridges Situation leicht gebessert. Er moderiert jetzt in der Tagesschiene eines lokalen Kabelsenders und ist der Host der Gameshow Skirmish. Seine Autobiographie Bouncing Back bleibt jedoch weit hinter den Erwartungen zurück, der Rest der ersten Auflage wird am Ende der Serie eingestampft. Partridge hat sich trotz allem ein Haus gekauft, das er ausbauen lässt, und wohnt in einem Wohnwagen auf der Baustelle. Er hat eine ukrainische Freundin, Sonja. In der zweiten Staffel wird durch Rückblenden gezeigt, dass Partridge nach dem Rauswurf bei der BBC eine beträchtliche Gewichtszunahme zu verzeichnen hatte.
Die Titel der einzelnen Episoden sind berühmten Filmtiteln nachempfunden, bei denen jeweils ein Wort durch Alan ersetzt worden ist.

## Weitere Sendungen und Kinofilme
Weitere Fernseh-Auftritte von Steve Coogan als Alan Partridge gab es 1999 und 2001 im Rahmen des Red Nose Day, einer jährlichen Benefiz-Veranstaltung für die Wohltätigkeitsorganisation Comic Relief, und in einem halbstündigen „Special“ namens Anglian Lives (2003), das vorgab, die Karriere des Showmasters zu beleuchten.
Indirekt taucht Partridge auch in Michael Winterbottoms doppelbödiger Komödie A Cock and Bull Story (2006) auf: Steve Coogan spielt darin sich selbst und wird von Kollegen mit ständigen Anspielungen auf seine populärste Figur gereizt. Tatsächlich soll  Coogan den inkompetenten Showmaster 2002 nur noch widerwillig gespielt haben.
Zwischen 2010 und 2011 verkörperte Coogan seine Kultfigur in der im Internet ausgestrahlten Serie Mid Morning Matters with Alan Partridge, die insgesamt zwölf Episoden beinhaltet und den Moderator aus einer Webcam-Perspektive bei seiner Arbeit für den fiktiven Radiosender North Norfolk Digital zeigt.
Im Juni 2012 wurde die Mockumentary Alan Partridge: Welcome to the Places of My Life im Fernsehen gesendet. Darin führt Partridge die Zuschauer durch seine Heimatgrafschaft Norfolk und präsentiert die örtlichen Sehenswürdigkeiten sowie seinen Alltag. Coogan erhielt für diese Sendung den British Academy Television Award.
Im Jahr 2013 brachte Coogan seine Kultfigur auf die Kino-Leinwand. Im Film Alan Partridge: Alpha Papa wird die örtliche Radiostation North Norfolk Digital, für die Partridge arbeitet, von einem multinationalen Konglomerat übernommen. Als ein Stellenabbau befürchtet wird, platzt Partridge in eine Vorstandssitzung und spricht sich für die Entlassung seines Kollegen Pat Farrell (Colm Meaney) aus, um seine eigene Haut zu retten. Als dieser nach seiner Entlassung in der Radiostation eine Geiselnahme initiiert, wird Partridge von der Polizei als Vermittler eingesetzt.
Einige Running Gags aus den Sendungen des fiktiven Showmasters sind mittlerweile Allgemeingut in der englischen Populärkultur, vor allem Partridges Angewohnheit, seine Gäste mit Auszügen aus ABBA-Songs und der Formel „Knowing me, Alan Partridge, knowing you, [Name des Gastes], a-ha“ zu begrüßen. Aber auch Alans lautes Rufen nach Dan, einem kurzzeitigen besten Freund Alans, ist sehr bekannt.